# Малая Черкизовская улица
Ма́лая Черки́зовская у́лица — улица в Восточном административном округе города Москвы на территории района Преображенское и Муниципального округа (района) Богородское. Пролегает между Большой Черкизовской улицей (от Преображенской площади), Бойцовой улицей и Алымовым переулком на территории исторического района Черкизово.

## История
Названа по примыканию к Большой Черкизовской улице. До 1952 года называлась Лаченков переулок, — очевидно, по фамилии домовладельца.

## Расположение
Малую Черкизовскую улицу пересекают улицы: Хромова, Знаменская, Просторная.

## Примечательные места, здания и сооружения

### Здания
Всего зданий: 11; наибольший номер дома — 66.

| - 7 - 10 - 11 - 12 | - 12с1 - 15 - 17 - 22 | - 64 - 64с2 - 66 |

- Дом № 7: Филиал Военно-медицинской академии им. С. М. Кирова, общежитие и библиотека.
- Дом № 64: Объединённая диспетчерская служба № 25 ГБУ «Жилищник» района Богородское.
- Дом № 66: Универсам «Пятёрочка» — бывш. универсам «Копейка» — ранее магазин бытовой техники «Антей».

## Транспорт

### Наземный транспорт
- Трамваи: 13, 36[3]
- Автобусы: т32, т41, т83, 34, 34к, 52, 86к, 171, 230, 372, 449, 716

#### Автобусные остановки
- Остановка Станция метро «Преображенская площадь»:

Автобус: 80
- Остановка Станция метро «Преображенская площадь»:

Автобусы: т83, 34, 52, 230, 372, 449
- Остановка Станция метро «Преображенская площадь»:

Автобусы: т32, т41, т83, 34, 34к, 52, 171, 230, 372, 449, 716

#### Трамвайные остановки
- Остановка Станция метро «Преображенская площадь»:

Трамваи: 13, 36

### Ближайшая станция метро
- Станция метро «Преображенская площадь» — начало улицы